# لن کورور
لن کورور (انگلیسی: Len Curryer؛ زادهٔ ۱۸۶۴) بازیکن فوتبال اهل بریتانیا است.
از باشگاه‌هایی که در آن بازی کرده‌است می‌توان به باشگاه فوتبال بیرمنگام سیتی اشاره کرد.